# Ghiacciaio Cleaves
Il ghiacciaio Cleaves è un ghiacciaio lungo circa 20 km situato nella regione sud-occidentale della Dipendenza di Ross, nell'Antartide orientale. Il ghiacciaio, il cui punto più alto si trova a circa 1800 m s.l.m., si trova nella dorsale Holland, sulla costa di Shackleton, dove fluisce verso nord-ovest a partire dal versante occidentale del monte Reid, scorrendo lungo il fianco occidentale della dorsale Holland fino a unire il proprio flusso a quello del ghiacciaio Robb.

## Storia
Il ghiacciaio Cleaves è stato mappato da membri dello United States Geological Survey (USGS), grazie a ricognizioni tellurometriche effettuate dallo stesso USGS nel 1961-62 e a fotografie scattate durante ricognizioni aeree effettuate dalla marina militare statunitense nel 1960. In seguito esso è stato così battezzato dal comitato consultivo dei nomi antartici in onore di Harold H. Cleaves, capitano della USNS Private Joseph F. Merrell durante l'Operazione Deep Freeze del 1964-1965.